# Thomas P. Kausel
Thomas P. Kausel (* 23. Dezember 1937 in Berlin) ist ein deutscher Maler und Vertreter der Konkreten Kunst.

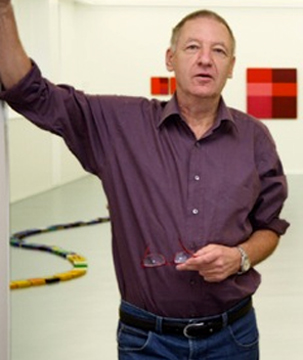
Thomas P. Kausel, im April 2013

## Leben und Werk
Nach dem Abitur am humanistischen Goethe-Gymnasium in Berlin schloss Thomas P. Kausel eine Lehre als Filmkopienfertiger ab. Ab 1960 war er Kameraassistent, dann Kameramann für Film- und Fernsehproduktionen in Stuttgart und München.
Neben fotografischer Arbeit (Bronze- und Silbermedaille für Fotografie) befasste er sich mit Malerei, erst als Autodidakt, dann erlernte er 9 Jahre lang Farbgestaltung, Komposition und Kunstgeschichte bei Hermine Müller-Cejka (Malerin, Gruppe Roter Reiter München). Er studierte an der Internationalen Sommerakademie für Bildende Kunst Salzburg bei den Professoren Emilio Vedova, Sandro Chia (Arbeitsstipendium), Antonio Diaz, Strawalde, Akos Birkas, Hermann Nitsch und als Assistent bei G. K. Pfahler.
Kausel malte anfangs gegenständlich. Dann, befreit von Raum und Perspektive, reduzierte er abstrakte Werke auf nur drei Motive:

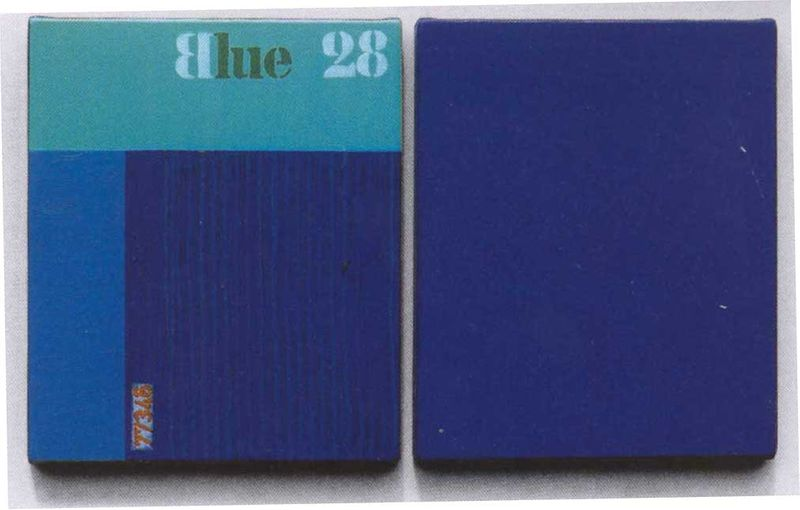
Thomas P. Kausel – Blue 28

1. rote senkrechte Dyptichen erinnern an das Thema Mensch / Frau
2. blaue Waagerechte erinnern an das Meer mit Horizont und
3. gelbe, grüne Polychrome assoziieren Landschaft.

Die Begegnung mit Werken von Josef Albers, Barnett Newman und der US-Farbfeld-Malerei führten zur Zäsur und Kausels Hinwendung zur Konkreten Malerei, genannt auch Radikale Malerei, Analytische Malerei, Minimal Art. Diese Kunst bildet nichts ab, sie erzählt nichts und verweist nur auf sich selbst – bei Kausel dreht sich alles um das Thema Farbe, um: Farb-Substanz (Colour Paint), speziell die Pigmente.
Markenzeichen von Kausels Werken sind die nur 154 reinen, ungemischten Pigmente („reine Farbe hat höheres Energie-Potential als gemischte; reiner ist stärker!“) und das Einschreiben des internationalen offiziellen Namens des Pigments gemäß dem Colour Index-System.
Thomas P. Kausel lebt in München.

## Einzelausstellungen (Auswahl)
- 2018 "Thomas P. Kausel. Kommunale Galerie Charlottenburg-Wilmersdorf von Berlin"
- 2017 Thomas P. Kausel. "Die Kraft der reinen, ungemischten Farbe" Flottmann-Hallen, Herne
- 2014 "Die Kraft der reinen, umgemischten Farbe" Städtische Galerie Schwabach (de)
- 2013 "Farbe pur" Wetzlarer Kunstverein. Wetzlar (de)
- 2011 "Monochrom-Modular" (mit H. Kesberg) Kunstverein Bad Godesberg, Bonn (de)
- 2008 "Die Kraft der reinen, ungemischten Farben" Kommunale Galerie Berlin (Katalog) (de)
- 2004 "Szenenwechsel: Thomas P. Kausel und die Konkrete Farbe: Pigment Blue 60" Museum für Konkrete Kunst (Katalog), Ingolstadt (de)
- 2002 "Korrespondenzen: T. P. Kausel Malerei (mit F. Krebs, J. Wurmer) Forum Konkret in der Peterskirche, Erfurt (de)
- 2001 "Thomas P. Kausel: Farbe als Farbe" Sonderschau (mit Karlheinz Adler u. a.) Kunsthaus Rehau (de)
- 2000 "Pigmento B 16 Azul e outras cores" Instituto Goethe Sao Paulo SP, Brasil (br)
- 2000 "Pigment B 16 blue and other colors" Goethe-Institut Washington D.C. /USA (us)
- 2000 "Pigmente – der Stoff, aus dem die Farben sind" Museum Modern Art (Katalog), Hünfeld (de)
- 2000 "Pigment PY 110 Amino Ketone – Indian Yellow and other colours" Max Mueller Bhavan, German Cultural Centre, Calcutta / India (in)
- 1999 "Pintura sobre papel: Verde, Pigmento G 8 y otros colores" Club Aleman de Mexico, S.A. / Goethe-Institut, Mexico, D.F. Mexico (mx)
- 1998 "Couleurs de Thomas P. Kausel" Goethe-Institut, Marseilles / F (fr)
- 1995 "Pittura" Comune di Murlo / Associazione Culturale, Castello di Murlo (Katalog) Murlo / Italia (it)

## Gruppenausstellungen (Auswahl)
- 2018 "Obraz-Objekt" Galerie 72, Muzeum Ziemi Chelmskiej, Chelm/Polska
- 2018 "Musee Frac Occitanie, Toulouse, France
- 2017 "Minima Silloge" Museo d'Arte Contemporanea Lissone/Italien
- 2015 "Das Repertoire der Einheit", VBK Bayern ver.di, München
- 2013 Neu-Eröffnung: Mittelrhein-Museum, Koblenz
- 2010 "Art to go II" Kommunale Galerie Berlin
- 2010 "Unsere Moderne, ein Jahrhundert ringen um Modernität", Mittelrhein-Museum Koblenz
- 2009 "Hommage an eine Gründergeneration", Forum Konkrete Kunst / Stadtverwaltung Erfurt
- 2009 "Alles", Wilhelm-Hack-Museum Ludwigshafen
- 2009 "Konkret" Bonner Kunstverein, Bonn
- 2008 "Gmunder Symposien für Konkrete Kunst", Linz / A (at)
- 2008 "Inteligibilne Procesy" Centrum Sztuki Galerie ELW, Elbląg/Elbing, PL (pl)
- 2007 "Construktivo, Concreto, Reductivo" Centro Cultural Isabel de Farnesio, Aranjuez/Madrid/ E (es)
- 2006 "MOTIVA", Austrian Center Vienna, Wien / A (at)
- 2005 "Argumenta", Atlas Sztuki, Lodz / PL (pl)
- 2005 "Experiment Konkret" Eugen Gomringer zum 80. Geburtstag, Museum für Konkrete Kunst (Katalog), Ingolstadt
- 2003 "EUROPA Konkret", Altana Galerie – Technische Universität Dresden
- 2003 "Einheit und Vielfalt - Konkrete Kunst", Kurator Gomringer, KUNST-HALLE e. V., Halle (Saale)
- 1997 KONSTRUKTIV-KONKRET, Kunstpavillon (Katalog), München
- 1995 Große Kunstausstellung, Haus der Kunst (München)

## Öffentliche Sammlungen (Auswahl)
- Centro de Arte Contemporáneo de Málaga (es)
- Museum für Neue Kunst Freiburg im Breisgau (de)
- Von der Heydt-Museum Wuppertal (de)
- MUSA Museum Sammlung Kulturabt. (MA7) der Stadt Wien (at)
- Wilhelm-Hack-Museum Ludwigshafen (de)
- De La Salle University, Manila (ph)
- Universal museum Joanneum, Neue Galerie Graz (at)
- El Paso Museum of Art, El Paso, TX/USA (us)
- MKK Museum für Konkrete Kunst Ingolstadt (de)
- Museum Forum Konkrete Kunst Erfurt (de)
- Macedonian Museum of Contemporary Art, Thessaloniki (gr)
- Kommunale Galerie Berlin (de)
- Altana Galerie – Technische Universität Dresden (de)
- Staatliche Kunstsammlung Dresden (de)
- Hamburger Kunsthalle (de)
- Sprengel Museum Hannover (de)
- BG Berlinische Galerie / Landesmuseum Berlin (de)
- PIN Pinakothek der Moderne – Staatliche Graphische Sammlung München (de)
- AdK Akademie der KÜNSTE Berlin (de)
- Albertina Wien (at)
- GNM Germanisches Nationalmuseum Nürnberg (de)
- Museum of Fine Arts Budapest (hu)
- Museen für Kunst- und Kulturgeschichte der Hansestadt Lübeck (de)
- University of Arizona, Museum of Art, Tucson, AZ (us)
- Kunstsammlungen und Museen der Stadt Augsburg (de)
- Nelson-Atkins Museum of Art, Kansas City, MO (us)
- Mondriaanhuis Amersfoort (nl)
- Sammlung Maximilian und Agathe Weishaupt (de)